# ويليام مكمان
ويليام مكمان (بالإنجليزية: William McMahon)‏ هو دبلوماسي وسياسي أسترالي، ولد في 23 فبراير 1908 في أستراليا، وتوفي في 31 مارس 1988 في أستراليا بسبب سرطان. حزبياً، نشط في الحزب الليبرالي الأسترالي.
كان السير ويليام مكمان حاصل على وسام القديسين ميخائيل وجرجس ووسام رفقاء الشرف (23 فبراير 1908- 31 مارس 1988) سياسيًا أستراليًا شغل منصب رئيس الوزراء العشرين لأستراليا، وعمل قائدًا للحزب الليبرالي بين عامي 1971 و1972. عمل وزيرًا في الحكومة لأكثر من عشرين عامًا، وكانت أطول خدمة وزارية متواصلة في تاريخ أستراليا.
ولد مكمان وترعرع في سيدني، وعمل محاميًا تجاريًا قبل دخوله عالم السياسة. خدم في الجيش الأسترالي خلال الحرب العالمية الثانية، ووصل إلى رتبة رائد. عاد بعد انتهاء الحرب إلى الجامعة ليحصل على إجازة في الاقتصاد. انتُخب مكمان لعضوية مجلس النواب في الانتخابات الفيدرالية لعام 1949. رقاه روبرت منزيس إلى الوزارة عام 1951 وضمه إلى مجلس الوزراء عام 1956. تقلد عدة مناصب مختلفة في حكومة منزيس، وكان أبرزها منصب وزير العمل والخدمة الوطنية بين عامي 1958 و1966. أشرف في منصبه على إعادة التجنيد الإجباري عام 1964.
في عام 1966، تقاعد منزيس وحل محله هارولد هولت رئيسًا للوزراء. خلف مكمان هولت نائبًا لقائد الحزب الليبرالي. عُيّن أمينًا للصندوق في حكومة هولت، وأشرف على مدى السنين الثلاث اللاحقة على تقليص العجز الوطني بصورة كبيرة. بعد وفاة هولت عام 1967، رغب مكمان في التنافس على زعامة الحزب الليبرالي ولكن رفض جون ماك أوين، زعيم حزب الدولة، ترشحه. أصبح جون غورتون رئيس الوزراء الجديد. استمر مكمان مبدئيًا في عمله أمينًا للصندوق في حكومة غورتون، وخُفضت رتبته عام 1969 ليصبح وزيرًا للخارجية بعد تحدٍ فاشل على القيادة. أجبر غورتون على تقديم استقالته في النهاية، وذلك في أوائل عام 1971، وفاز في التصويت ضد بيلي سنيدن.
أصبح مكمان رئيسًا للوزراء عن عمر يناهز 63 عامًا، وما يزال أكبر رئيس وزراء غير مؤقت يتولى المنصب. وصف القاموس الأسترالي للسيرة الذاتية حكومته بأنها «مزيج من الابتكار الحذر والاستقامة الأساسية». واصلت حكومته العديد من سياسات أسلافه المباشرين، مثل الانسحاب التدريجي للقوات الأسترالية من فيتنام. واجهت في عامها الأخير ارتفاع معدلات التضخم والبطالة. هُزم مكمان على يد حزب العمال بقيادة غوف وايتلام في الانتخابات الفيدرالية لعام 1972، لتنتهي بذلك 23 وعشرون عامًا متتاليًا من حكم الائتلاف. لا يوجد أي رئيس وزراء أسترالي آخر عمل لفترة أطول دون أن يفوز في انتخابات عامة. استقال من رئاسة الحزب الليبرالي، ولكنه بقي في البرلمان حتى عام 1982 بصفته عضوًا عاديًا.
وصف علماء السياسة والمؤرخون الأستراليون مكمان بأنه أحد أسوأ رؤساء الوزراء في تاريخ أستراليا، وانتقد بعض زملائه أسلوب رئاسته وسماته الشخصية علانيةً بعد أن ترك المنصب. مع ذلك، اعتبره وايتلام «سياسيًا ماهرًا للغاية وواسع الحيلة ومثابرًا»، ونسب إليه الفضل في تجنب توسع هامش الهزيمة عام 1972.

## النشأة

### ولادته وخلفيته العائلية
ولد ويليام مكمان في ريدفيرن، سيدني، نيو ساوث ويلز، في 23 فبراير 1908. كان الابن الثالث بين الأطفال الخمسة للمحامي ويليام دانيال مكمان وماري (والدر قبل الزواج)، وهي ابنة صانع أشرعة وكان أخًا أكبر توفي قبله. كان والده كاثوليكيًا معروفًا بكونه معاقرًا مدمنًا للكحول ومقامرًا، أما والدته كانت أنجيليكانية من أصول إنجليزية وأيرلندية. ولد جد مكمان لأبيه، الذي يُدعى جيمس «بوتي» مكمان، في مقاطعة كلير في مونستر، أيرلندا، وتزوج ماري كويل من مقاطعة فيرماناغ، أولستر، أيرلندا. وصل إلى أستراليا حين كان طفلًا، وأسس في النهاية شركة الشحن الخاصة به والتي أصبحت إحدى أكبر الشركات في سيدني. قُدرت أملاكه بعد وفاته عام 1914 بنحو 240,000 جنيه إسترليني، ويعتبر مبلغًا ضخمًا آنذاك.

### طفولته وتعليمه
أمضر مكمان حياته المبكرة في ريدفيرن. توفيت والدته عام 1917، وكان يبلغ من العمر آنذاك تسع سنوات، وتربى على يد أقاربه. غير منزل إقامته باستمرار، إذ تنقل بين منازل أفراد العائلة، وعاش فترات متقطعة في كنسينغتون وبيكروفت وغوردون وسينتنيال بارك. لم يرَ مكمان والده أو أشقاءه إلا نادرًا، إذ نشأوا منفصلين، وتوفي شقيقة الأكبر جيمس بسبب الإنفلونزا الإسبانية في عام 1919. كان عمه صامويل والدر، وهو رجل أعمال شغل منصب اللورد العمدة لسيدني في عام 1932، بمثابة أب بديل له. بدأ مكمان تعليمه في كلية أبوتشولم، وهي مدرسة خاصة فتحت أبوابها لفترة قصيرة في كيلارا. كان هارولد هولت أحد زملائه في المدرسة، وكبر ليصبح رئيسًا للوزراء أيضًا. أُرسل لاحقًا إلى مدرسة القواعد في سيدني، حيث كان مستواه فوق المتوسط ولم يتفوق أكاديميًا.
توفي والد مكمان حين كان عمره 18 عامًا، وترك له ميراثًا ضخمًا. فشل في الحصول على شهادة تخرج من مدرسة القواعد في سيدني، ولكنه نجح في امتحان القبول وتمكن من الالتحاق بجامعة سيدني عام 1927. اختار دراسة القانون بناء على إصرار عمه، وتخرج منها بدرجة البكالوريوس في القانون عام 1930. كان مكمان، الذي عاش في كلية سان بول، مهتمًا بالمسرح الاجتماعي أكثر من شهادته. أنفق ميراثه بحرية، وامتلك العديد من خيول السباق، وكان معروفًا بمراهنته بمبالغ كبيرة على السباقات. وفقًا لما قاله آلان رايد، «عُرف بأنه أنهى مسيرته الجامعية بعمل حقيقي أقل من غيره في الكلية». كانت لياقته البدنية ضئيلة، إذ بلغ 5 أقدام و7 إنشات (170 سم)، ولكنه حقق بعضًا من النجاح كرياضي. فاز بلقب الجامعة لملاكمة الوزن الخفيف، واشترك في سباق هيد أوف ذا ريفر للتجديف في سنته الأخيرة في مدرسة القواعد في سيدني.

### عمله في القانون وخدمته العسكرية
وفقًا لدون ويتينغتون، كانت حياة مكمان قبل دخوله عالم السياسة «وجودًا ثقيلًا بلا هدف لشاب ثري ذي منصب مرموق في مدينة كبيرة، ولم يكن صاحب طموح إيجابي أو اهتمامات سوى الاستمتاع بحياته دون روابط أسرية تمنحه حسًا بالمسؤولية أو حتى تدفعه لمراعاة الآخرين». بعد تخرجه من الجامعة، حصل على منصب محامٍ لدى آلن وآلن وهيمسلي، وهي شركة محاماة كبرى في سيدني، وأصبح شريكًا صغيرًا عام 1939. عُين في بنك الكومنولث وبنك نيو ساوث ويلز لفترات، وساعد ذلك في انطلاق شرارة اهتمامه بالاقتصاد. أمل مكمان في أن يمارس مهنة المحاماة، ولكن صممه الجزئي جعل الأمر غير ممكن. ظل يعاني من مشكلة سمعه طوال حياته، وجعل ذلك متابعة النقاشات البرلمانية أمرًا صعبًا عليه، ولكنه تحسّن قليلًا بفضل الجراحة واستخدام المعينات السمعية.
في أبريل 1940، كُلف مكمان ملازمًا في القوة العسكرية للمواطنين. انتقل إلى القوة الإمبراطورية الأسترالية (الجيش العادي) في أكتوبر 1940، وحصل على ترقية إلى رتبة نقيب عام 1942، ثم إلى رتبة رائد عام 1943. رُفض طلب مكمان بالخدمة خارج البلاد بسبب فقدانه للسمع وإصابة ركبته. أُلحق بوحدات الدفاع الساحلية في سيدني في القسم الأول من الحرب. عمل لاحقًا في مقر قيادة الفيلق الثاني (1942- 1943) والجيش الثاني (1943- 1945). سُرح من الخدمة رسميًا في أكتوبر عام 1945.
سافر مكمان إلى الخارج بعد مغادرته الجيش لمدة 18 شهرًا، وزار أوروبا وأمريكا الشمالية. قيل إن تجربته في أوروبا ما بعد الحرب كانت أحد المؤثرات الأساسية على قراره اللاحق بالدخول إلى عالم السياسة. في عام 1947، عاد مكمان إلى جامعة سيدني ليدرس الاقتصاد والإدارة العامة. تخرج بدرجة البكالوريوس في الاقتصاد عام 1948، وأنهى المقرر قبل سنتين من موعد انتهائه بفضل دراسته السابقة. تفوق في الاقتصاد وحصل على جائزتي تقدير في سنته الأخيرة.

## مناصب
- انتخب عضو مجلس الشورى البريطاني.
- انتخب وزير الخدمات الاجتماعية [الإنجليزية]‏ (9 يوليو 1954 – 28 فبراير 1956).
- انتخب وزير الدفاع [الإنجليزية]‏ (17 يوليو 1951 – 9 يوليو 1954).
- انتخب وزير الدفاع [الإنجليزية]‏ (17 يوليو 1951 – 9 يوليو 1954).
- انتخب أمين صندوق أستراليا [الإنجليزية]‏ (26 نوفمبر 1966 – 25 أكتوبر 1969).
- انتخب وزير الخارجية [الإنجليزية]‏ (12 نوفمبر 1969 – 22 مارس 1971).
- انتخب عضو مجلس النواب الأسترالي عن دائرة Division of Lowe [الإنجليزية]‏ (10 ديسمبر 1949 – 13 مارس 1982).
- انتخب رئيس وزراء أستراليا (10 مارس 1971 – 5 ديسمبر 1972).

## روابط خارجية
- ويليام مكمان على موقع الموسوعة البريطانية (الإنجليزية)
- ويليام مكمان على موقع مونزينجر (الألمانية)
- ويليام مكمان على موقع إن إن دي بي (الإنجليزية)